# Frank Schell
Frank Reamer Schell (Harrisburg, 22 ottobre 1884 – New Rochelle, 5 dicembre 1959) è stato un canottiere statunitense.
Schell partecipò ai Giochi olimpici di Saint Louis 1904 con la squadra Vesper Boat Club nella gara di otto, in cui conquistò la medaglia d'oro.

## Palmarès
In carriera ha conseguito i seguenti risultati:
- Giochi olimpici

St. Louis 1904: oro nell'otto.